# Войт, Мечислав
Мечислав Войт (пол. Mieczysław Voit; 2 августа 1928, Калиш — 31 января 1991, Варшава) — польский актёр театра и кино.

## Биография
Изучал живопись, историю искусства и актёрское мастерство. В 1948 году дебютировал в театре. В 1953 году окончил Государственную высшую актёрскую школу в Кракове.
Служил в театрах Кракова — Поэзии (1952—1954), им. Ю. Словацкого (1955—1956), Лодзи — Новый театр (1957—1963) и Варшавы — Народовы (1963—1966), Драматический (1966—1979), «Театр на Воли» (1979—1981), «Ateneum» (1981—1986), «Na Targówku» (1986—1988), Польский (1989—1991).
После 1981 года записывался на радио (один из чтецов «Библии Тысячелетия» — польского перевода Библии). Активный участник Международного песенного фестиваля в Сопоте.
Похоронен на варшавском кладбище Старые Повонзки.
Жена — актриса Барбара Хоравянка (1930—2024).

## Избранная фильмография
- 1958 — Послесвадебная ночь / Noc poślubna — драгун
- 1958 — Галоши счастья / Kalosze szczęścia — секретарь председателя эмиграционного совета
- 1960 — Крестоносцы / Krzyżacy — Куно фон Лихтенштейн
- 1961 — Мать Иоанна от ангелов / Matka Joanna od Aniołów — кзендз Сурин
- 1961 — Дорога на запад / Droga na zachód — немец нападающий на поезд
- 1964 — Прерванный полёт / Przerwany lot — муж Урсулы
- 1966 — Фараон / Faraon —   Саменту, жрец Сета
- 1967 — Ставка больше, чем жизнь / Stawka większa niż życie (телесериал) — князь Мджаванадзэ (только в серии 4)
- 1971 — Болеслав Смелый / Bolesław Śmiały — Оттон из Тыньца
- 1971 — Гойя, или Тяжкий путь познания — инквизитор
- 1972 — Путешествие за улыбку / Podróż za jeden uśmiech — чех, водитель мерседеса
- 1972 — Свадьба / Wesele — еврей, отец Рахили
- 1973 — Санаторий под клепсидрой / Sanatorium pod klepsydrą — слепой проводник
- 1973 — Чёрные тучи / Czarne chmury (телесериал) — аббат
- 1974 — Потоп / Potop — князь Вжешчович
- 1975 — История греха / Dzieje grzechu — граф Циприан Бодзанта
- 1975 — Мазепа / Mazepa — воевода
- 1975 — Ночи и дни / Noce i dnie — Людвик Цеглярский
- 1976 — Лозунг / Hasło — врач
- 1977 — Кукла / Lalka — профессор Гаист
- 1979 — Урок мёртвого языка / Lekcja martwego języka — директор цирка
- 1979 — Грезить во сне / Śnić we śnie — отчим Магды
- 1983 — Альтернативы 4 / Alternatywy 4 (телесериал) — профессор Домб-Розвадовский
- 1986 — ЭСД: Экспериментальный сигнал добра / ESD — Кароль Пашкет
- 1989 — Моджеевская / Modrzejewska — Александр Пшездзецький